# ChildFund Alliance
ChildFund Alliance er et internationalt netværk for udviklingsorganisationer. ChildFund Alliance har 12 medlemsorganisationer og arbejder i 55 lande. I Danmark er Børnefonden medlem af ChildFund Alliance. Målet er at skabe væsentlige forandringer for fattige eller udsatte børn og deres familier – uden hensyn til etnicitet, religion, køn eller national oprindelse.